# Недеља (Прахова)
Недеља (рум. Nedelea) насеље је у Румунији у округу Прахова у општини Аричештиј-Рахтивани. Oпштина се налази на надморској висини од 260 m.

## Становништво
Према подацима из 2002. године у насељу је живело 2520 становника.

### Попис2002.
| Расподела становништва по националности 2002.‍ | Расподела становништва по националности 2002.‍ | Расподела становништва по националности 2002.‍ | Расподела становништва по националности 2002.‍ | Расподела становништва по националности 2002.‍ |
| --------------------------------------------- | --------------------------------------------- | --------------------------------------------- | --------------------------------------------- | --------------------------------------------- |
|                                               |                                               |                                               |                                               |                                               |
| Румуни                                        | Румуни                                        |                                               | 2.512                                         | 99,7%                                         |
| Роми                                          | Роми                                          |                                               | 8                                             | 0,3%                                          |